# Proctacanthus micans
Proctacanthus micans är en tvåvingeart som beskrevs av Ignaz Rudolph Schiner 1867. Proctacanthus micans ingår i släktet Proctacanthus och familjen rovflugor. Inga underarter finns listade i Catalogue of Life.